# Seven Network
Seven Network, более известный как Канал Seven или просто Seven, является австралийской коммерческой телевизионной сетью, принадлежащей Seven West Media Limited.  Канал впервые начал вещание 4 ноября 1956 года, когда были запущены первые станции на частоте VHF7 в Мельбурне, Виктории и Сиднее в Новом Южном Уэльсе. Seven Network — один из пяти каналов свободного вещания в Австралии.
С 2007 года Seven является каналом с самым высоким рейтингом в Австралии, опережая Nine Network, Network Ten, ABC и SBS (англ.). В настоящее время это вторая по величине телевизионная сеть в Австралии по целевой аудитории.